# Hofbräuhaus am Platzl
Hofbräuhaus am Platzl i München är en av världens mest kända ölstugor och värdshus med adress Platzl. Hofbräuhaus ägs sedan 1852 av Bayerska staten.

## Bakgrund
Bryggeriet Hofbräuhaus ("Hovbryggeriet") grundades 1597 av hertigen Vilhelm V av Bayern som en sparåtgärd. Innan dess hämtades hovets öl ända från Einbeck i Niedersachsen. År 1607 uppfördes ett nytt Hofbräuhaus på den plats (Platzl) där det fortfarande ligger. Först 1828, efter en kunglig förordning genom Ludvig I av Bayern blev det tillåten att servera öl till allmänheten i Hofbräuhaus. Genom tilltagande turism blev Hofbräuhaus allt mer populärt och trångbott och själva bryggeriet flyttade 1896 till nya lokaler i stadsdelen Haidhausen. Produktionsanläggningen ritades av arkitekt Max Littmann. Lokalerna på Hofbräuhaus kunde nu utökas och ombyggas till utseendet som motsvarar dagens.

Interiören, 2005.

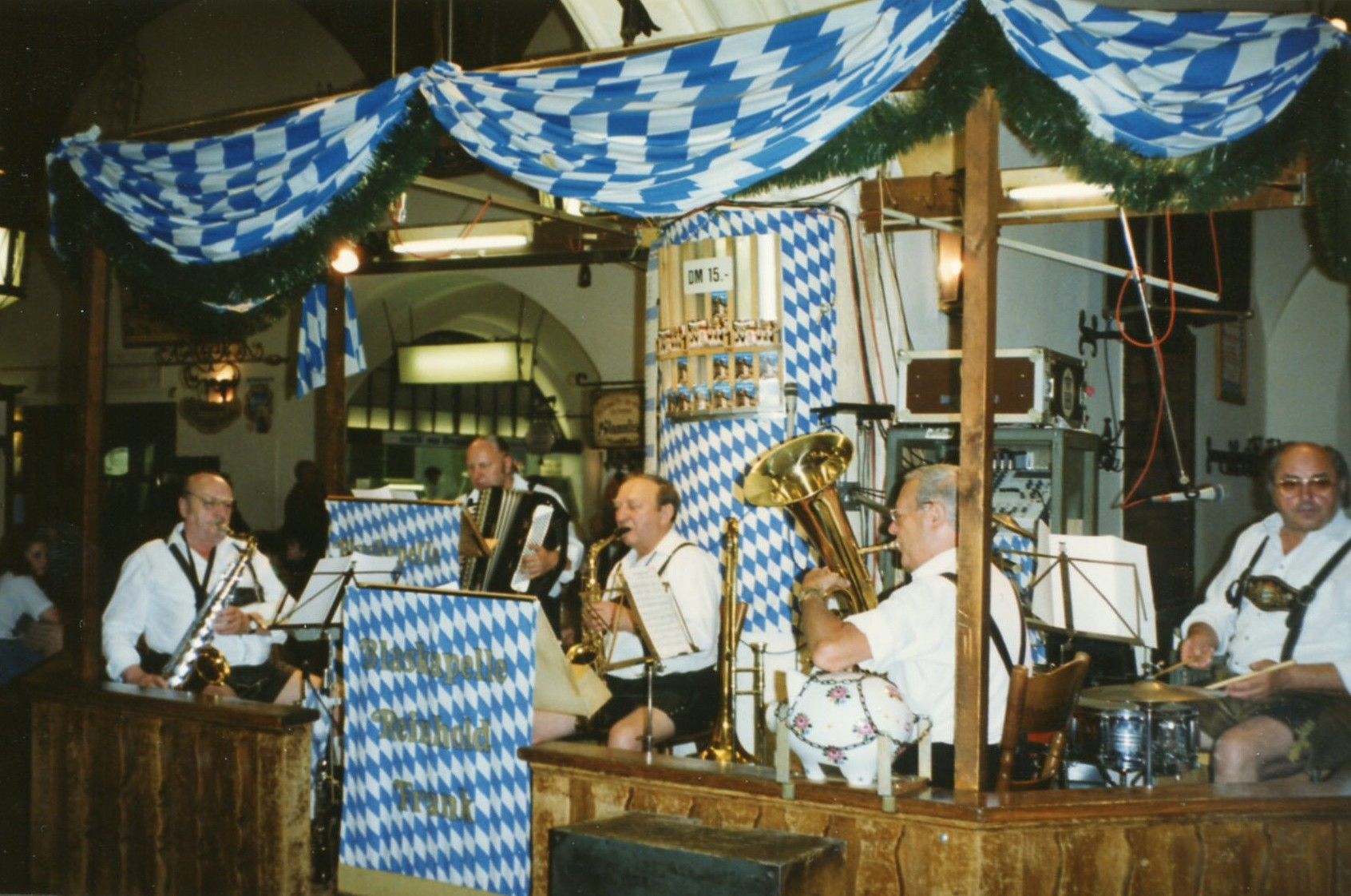
Kapell i "Trachtl" spelar upp, 1991.

Under revolutionen i Bayern efter första världskriget utropades Bayerska rådsrepubliken i Hofbräuhaus 13 april 1919. Därefter blev Hofbräuhaus skådeplats för ombildandet av Tyska arbetarepartiet (DAP) till Nationalsocialistiska tyska arbetarepartiet (NSDAP) 24 februari 1920, då Adolf Hitler läste upp det nazistiska partiprogrammet, det så kallade 25-punktsprogrammet.
Under andra världskriget förstördes Hofbräuhaus till stora delar genom allierade bombangrepp. 1958 kunde rekonstruktionen och återuppbyggnaden av Hofbräuhaus invigas. Fortfarande idag är Hofbräuhaus en global turistattraktion som lockar upp till 35 000 besökande dagligen.
Ölet, som finns i HB Original, dunkel (mörkt öl) och weiss (veteöl), hälls upp i glas som rymmer en liter (Maßkrug), men man kan även beställa halvliterssejdlar. Den som är riktig törstig kan få en Stiefel, exempelvis en femliters-stövel (ett stort glas i stövelform). En blåsorkester iklädda trachtl spelar traditionell bayersk musik, bland annat den klassiska armkrokssången "Hofbräuhaus-Lied", vars refräng går 

"In München steht ein Hofbräuhaus ... oans, zwoa, g'suffa!"

vilket betyder ett, två, drick upp! På g'suffa reser sig åhörarna. Sången, som komponerades 1935 och kom till München året efter, blev även filmmusik i komedin In München steht ein Hofbräuhaus från 1953, som handlar om en arvsstrid mellan en Berlinfamilj och en Münchenfamilj under Oktoberfest.